# Jehan Berjonneau
Jehan Berjonneau (Montmorillon, 26 décembre 1890 - Paris, 23 décembre 1966) est un artiste peintre et graveur sur bois français.

## Biographie

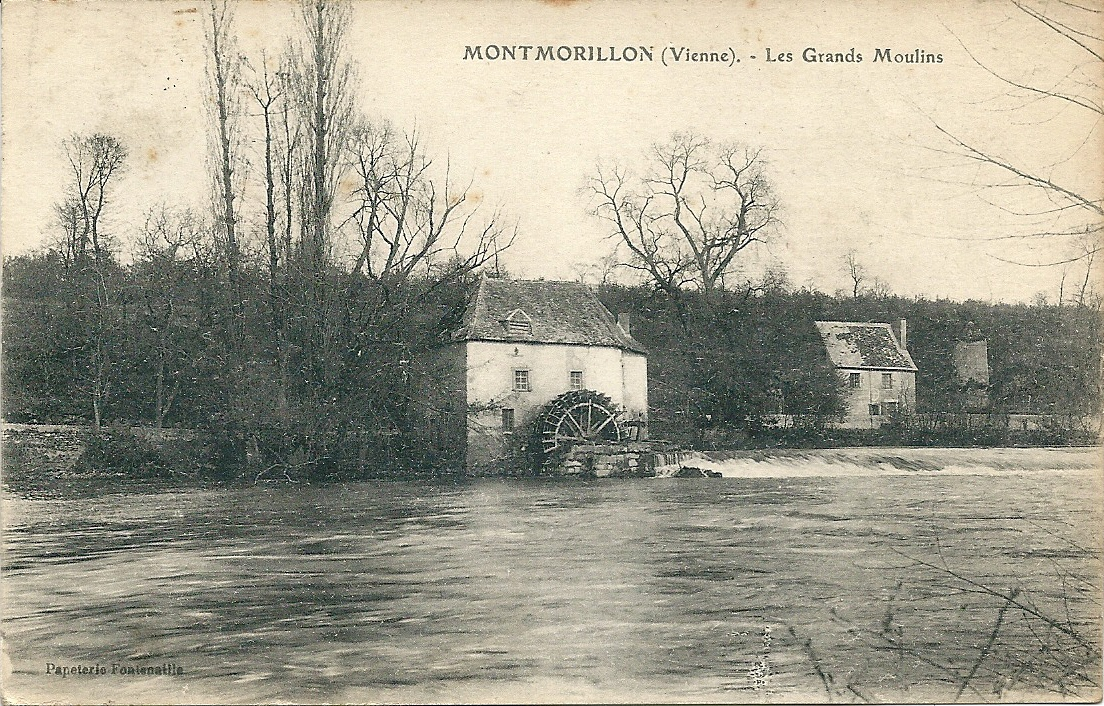
La Gartempe à Montmorillon

Autodidacte, Jules dit Jehan Berjonneau naît dans le quartier « Les Mâts » de Montmorillon du mariage de Célestin Berjonneau (1858-?) et Marie Vozelle (1867-?) qui forment une modeste famille d'agriculteurs. S'il est peintre en bâtiment de formation, s'il travaille à la S.N.C.F. comme peintre sur voies, Solange Vernois ne manque pas de souligner le caractère déterminant de sa prime jeunesse sur sa future vocation : « Son terroir, il le connaît par cœur et pour ainsi dire entièrement, grâce aux connaissances acquises dans l'enfance, lorsqu'il gardait ses chèvres, flânait dans la nature et ne songeait guère alors à devenir peintre... L'amour de la nature est sans doute lié à son éducation de petit campagnard, mais aussi à l'expérience de la liberté. Devenu adulte, Berjonneau prend symboliquement possession de son pays lorsqu'il suit la vallée de la Gartempe, à pied de Montmorillon à Saint-Savin, en bateau de Montmorillon au Roc d'Enfer. Il ne se contente pas d'agir en artiste soucieux de la couleur et du beau dessin. Il est un homme de la terre ». 
Il devient compagnon du Tour de France et s'installe à Paris dès l'âge de 17 ans, y fréquentant les musées et s'y intéressant particulièrement aux œuvres de Jean-François Millet, Camille Corot et Gustave Courbet. Mobilisé successivement au 26e bataillon de chasseurs à pied et au 103e régiment d'infanterie, il effectue cependant la Première Guerre mondiale en tant que prisonnier de guerre dans un camp allemand, à Stuttgart, et c'est en peignant ses camarades de détention et ses geôliers qu'il décide de consacrer sa vie à la peinture. C'est ainsi dès octobre 1919 que l'on trouve son nom parmi les participants à la 3e Exposition de l'Arc-en-ciel, groupe franco-anglo-américain. 
Il obtient une certaine renommée entre les deux guerres. Il voyage et travaille en Europe, en Afrique du Nord et aux États-Unis. De 1919 à 1935, il organise à Montmorillon (Vienne), sa ville natale, un musée auquel il a fait don de sa collection concernant la préhistoire et de toiles choisies parmi ses œuvres. 

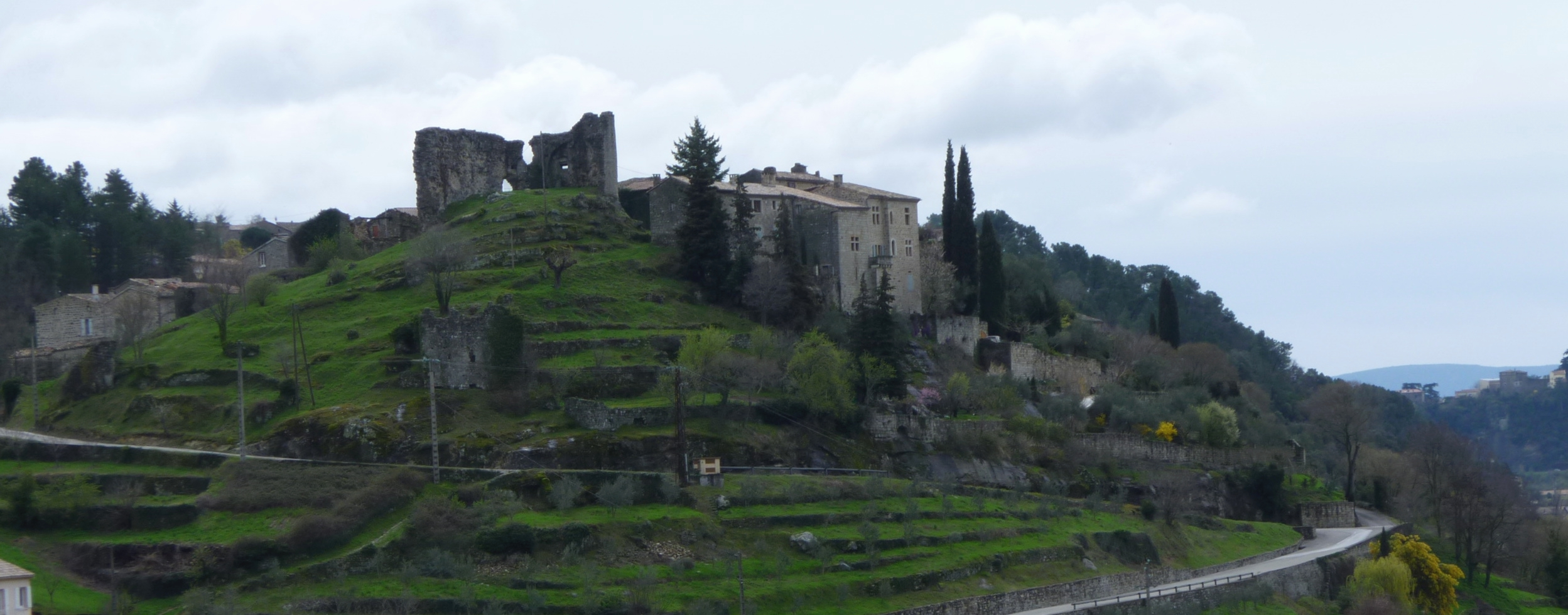
Ucel

En 1923, il acquiert un mas à Ucel dans l'Ardèche, y séjournant en partage avec Paris et Montmorillon. On relève son nom autour de 1933-1934, aux côtés de ceux de Robert Louis Antral, France Audoul, Gaston Balande, Edmond Ceria, Charles Despiau, Jean Fernand-Trochain, André Hambourg, Henri Lebasque, Marthe Lebasque, Carlos-Reymond, Armand Nakache, Paul-Émile Pissarro ou Maurice Sauvayre, parmi les artistes qui, sous la présidence de Lucie Caradek, se constituent en une association nommée le Groupe moderne et exposant alors à la Galerie Georges Petit (12, rue Godot-de-Mauroy) et à la Galerie Dru (rue Montaigne).
Il est sociétaire de la Société coloniale des artistes français, du Salon des indépendants, du Salon d'automne et du Salon des Tuileries.
Il est le père de Raoul Berjonneau (1911-1988), peintre.

## Technique de peinture
Jehan Berjonneau utilise la gouache sur panneau de carton, d'isorel ou de bois et moins souvent sur des toiles, dans un style parfois rapproché du post-impressionnisme. Il réalise également des aquarelles.
Il excelle dans les bois gravés. Il est surtout un peintre de paysage avec une attirance pour les bois et les forêts.
En dehors de Montmorillon, il est tombé dans un relatif oubli après sa mort. La cote de ses nombreuses œuvres demeure faible.

## Œuvres

### Peintures décoratives
- Frise décorative de 120 m2 pour le Gouvernement Général de l'Afrique-Équatoriale française à l'Exposition coloniale d'Anvers 1930.
- Pavillon de l'Afrique-Équatoriale française (Paris, Exposition coloniale, 1931).
- Pavillon du Gaz, (Paris, Exposition internationale Arts et techniques dans la vie moderne, 1937).
- Décoration de l'Epicurean Club à Croton Falls (État de New York) sur "Les Provinces Françaises".
- Décoration au Century à Gand (Belgique) : cinq panneaux sur Gand, Bruges, Ostende, Ypres et Courtrai.
- Décoration de l'Hôtel du Tribunal à Mortagne (Orne).

### Illustrations d'ouvrages
- Marcel Fromenteau, Pardon dans les Blés, bois originaux de Jehan Berjonneau, Éditions Le Rouge et le Noir, 1930.
- Marcel Fromenteau, Balentru, bois originaux de Jehan Berjonneau, Éditions Le Rouge et le Noir, 1931.
- Suzanne Teissier, Princesse de Montmartre.
- Jehan Berjonneau, Paysages de chez nous : Montmorillonais - Chatelleraudais - Civraysiens et Poitevin, 66 bois originaux en couleurs par Jehan Berjonneau, 550 exemplaires numérotés, Imprimerie Georges Neuville, Montmorillon, 1932, préface de Raymond Poincaré et avant-propos de Raoul Mortier.
- Marc Censier, Échos rustiques - Poèmes de Sain-Gley en patois saintongeais, dessins de Jehan Berjonneau, Éditions de l'Araignée, Paris, 1959.
- Jean Valnet, Aromathérapie - Traitement des maladies par les essences des plantes, planches dessinées par Jehan Berjonneau, Éditions Maloine, Paris, 1964.

## Galerie

Œuvres de Jehan Berjonneau
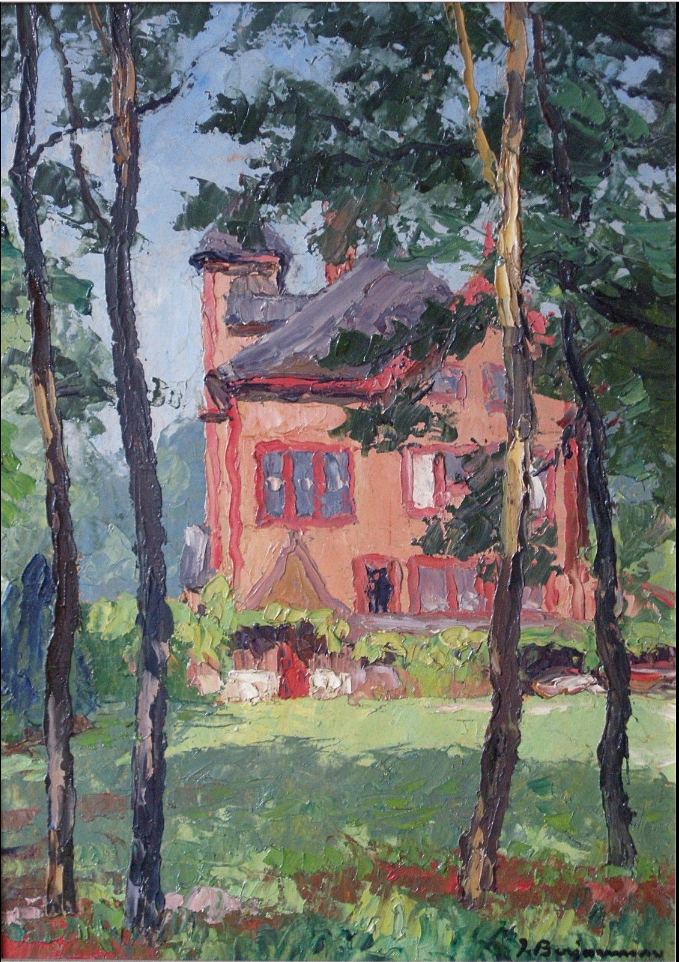
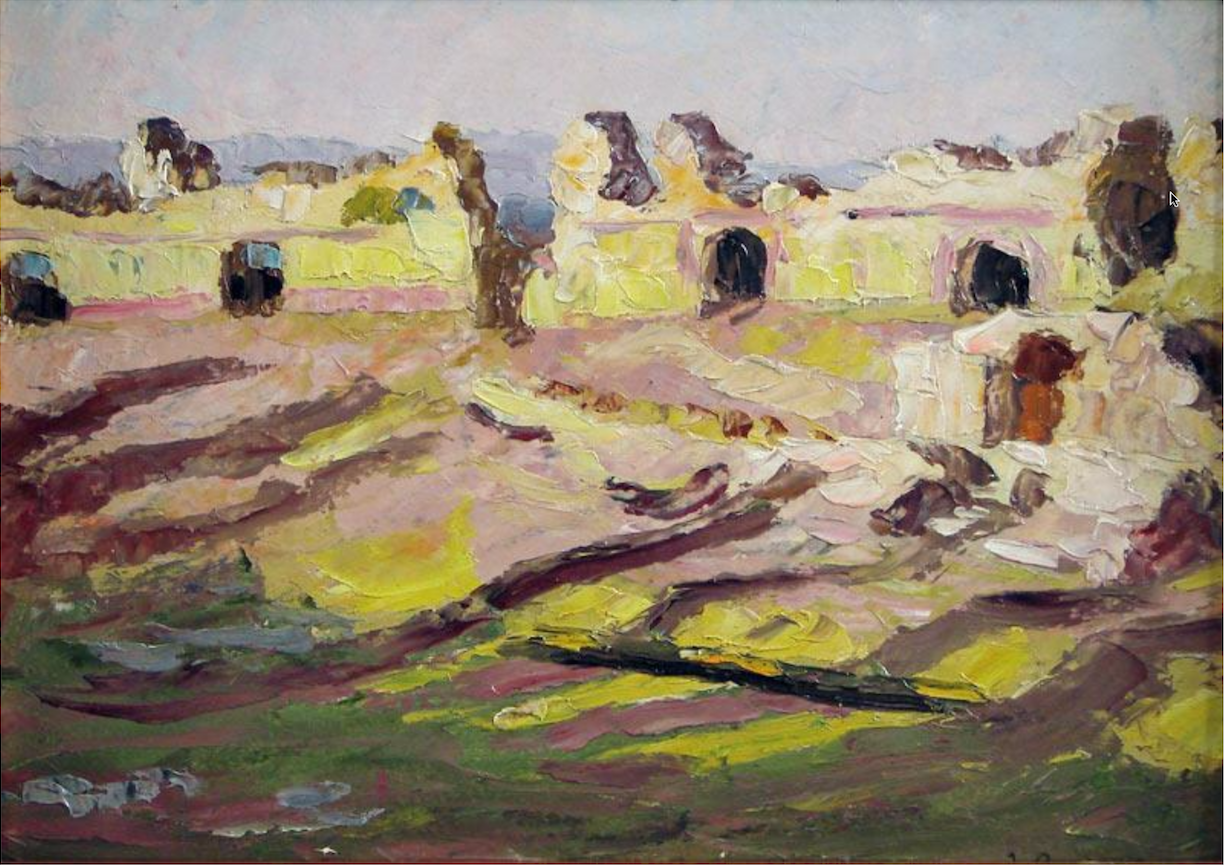

## Réception critique

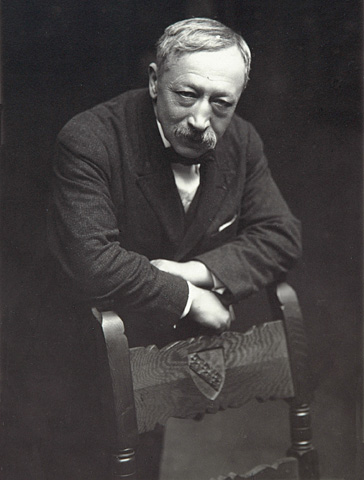
Gustave Kahn

- « Un sentiment très frais de la terre natale que ne peut traduire qu'un artiste très sincère, que la nature d'une émotion à la fois grave et chantante... Il y a comme le ton d'une chanson populaire. » - Gustave Kahn[8]
- « Des paysages de l'Ardèche, du Poitou, d'une pratique sans détours, et authentiques comme l'amour du terrien pour le sol. Nul maniérisme, donc, en ces ouvrages fins et rustiques. » - Revue L'Art vivant, n°155, décembre 1931
- « Peinture à la lyonnaise, brillante, claire, papillotante, qui suggère les volumes, les foules, les objets par petites touches posées avec une grande sûreté d'œil et de main. Ce paysagiste qui a installé son chevalet sur les bords du Rhône, en région de Fontainebleau, plus rarement en Bretagne ou en Afrique du Nord, a aussi pratiqué la gravure sur bois. » - Gérald Schurr[9]
- « Les tableaux de Berjonneau sont bien construits, les taches colorées s'appuyant sur un dessin solide dans une harmonie générale placée sous le signe de la sobriété. On ne saurait dès lors s'étonner que l'artiste ait été passé également maître dans l'art de la gravure sur bois, imposant de grand rythmes et la subordination du détail à l'ensemble. De plus, l'opposition tranchée et nette des zones de blanc et de noir, la fermeté du trait, correspondait tout à fait au tempérament franc et loyal de Berjonneau. » - Solange Vernois[2]

## Distinctions
- 1920 - Prix de la Compagnie transatlantique.
- 1923 - Mention Honorable (Exposition Coloniale Marseille) - Lauréat de l'Institut (Prix Karl-Boulé) - Bourse d'études pour la Tunisie.
- 1928 - Prix Castelucho Diana.
- 1929 - Lauréat de l'Institut - Prix Karl Boulé.
- 1930 - Médaille d'argent - Exposition Coloniale d'Anvers pour panneaux décoratifs de l'A.E.F.
- 1934 - Médaille d'argent - Société d'encouragement à l'art et à l'industrie.
- 1937 - Diplôme Médaille d'argent Arts-Sciences-Lettres - Prix Saint-Raphaël - Médaille de Bronze, E.I.
- 1941 - Prix Maurice Bompard .
- 1943 - Prix Jeanne-Marceron-Maille.

## Expositions

### Expositions particulières

#### XXe siècle
- Paris : Maison des artistes (1922), Galerie Drouant (Patronage de M. Louis Anteriou, Ministre), Galerie Barreiro (1933), Atelier Français (Patronage du Président Raoul Perret), Galerie Le Journal, Galerie Kirby-Beard (1950), Galerie des Champs-Elysées (1974).
- Province : Amiens, Reims, Dijon, Gevrey Chambertin (1951), Lyon (Patronage du Président Herriot et de M. Bollaert), Saint-Étienne, Roanne, Clermont-Ferrand, Limoges, Lons-le-Saunier, Foix, Toulouse, Villefranche-en-Beaujolais, Moulin de Gambais (1976).
- Étranger : Alger, Suisse, Allemagne, Luxembourg,  Madrid (Exposición de arte francés contemporáneo, Museo Nacional de Arte Moderno, 1933), Tunis, États-Unis.

#### XXIe siècle
- Dans la peau de Jehan Berjonneau, salle des Grandmontains, Montmorillon, 2015[10].

### Expositions collectives
- Troisième exposition de l'Arc-en-ciel, groupe franco-anglo-américain, sous la présidence d'honneur de Louis Barthou de l'Académie française - Peinture, arts décoratifs, sculpture, Galerie de Goupil et Cie, Paris, octobre-novembre 1919[5].
- Salon des artistes français, Paris, à partir de 1920[11].
- Salon des indépendants, Paris, de 1926 à 1939[11].
- Salon d'automne, Paris, de 1927 à 1936[11], sociétaire en 1932[12].
- Raoul Carré, Jehan Berjonneau, l'Atelier français, Paris, mars 1929.
- Salon des Tuileries, Paris, de 1930 à 1939[11].
- Le Groupe moderne, Galerie Dru, Paris, 1933[13].
- 1er Salon Biarritz - San Sebastián - École de Paris - Peinture, sculpture : Yvette Alde, André Beauce, Jehan Berjonneau, Louis Berthomme Saint-André, Roland Bierge, Andrée Bordeaux-Le Pecq, Rodolphe Caillaux, Jack Chambrin, Paul Charlemagne, Jean Cluseau-Lanauve, Paul Collomb, Jean-Joseph Crotti, Gen Paul, Antonio Guansé, Henri Hayden, Franck Innocent, Daniel du Janerand, Adrienne Jouclard, Jean Joyet, Georges-André Klein, Germaine Lacaze, André La Vernède, Robert Lotiron, Jean Navarre, Roland Oudot, Robert Saint-Cricq, Maurice Verdier, Henry de Waroquier…, casino de Biarritz et Musée San Telmo, Saint-Sébastien (Espagne), juillet-septembre 1965[14].
- Regards sur les peintres montmorillonnais, XIXe – XXe siècles, La Préface, Montmorillon, septembre 2013 - janvier 2014[15].
- Bois gravés et linogravures, médiathèque de Moussac (Vienne), novembre-décembre 2015[16].
- Collection des musées de Poitou-Charentes et Fonds régional d'acquisition des musées, expositions itinérante, musées de l'ex Poitou-Charentes, à partir de 2015[17].
- La tête dans les nuages - La place du ciel dans les œuvres de Raoul Carré, Henri-Pierre Lejeune et Jehan Berjonneau, Musée d'Art et d'Histoire de Montmorillon, mai 2017[18].

## Présence dans les collections
Outre des toiles conservées aux Musées de Pamiers, Cavaillon, Sermaize-les-Bains, Lons-le-Saunier, Rabat, au Palais du Sénat, au Sous-Secrétariat à la Présidence du Conseil :
- Musée de Collioure, Cap du Raz, Bretagne, huile sur toile 56,5x67cm[19].
- Musée d'Art et d'Histoire de Montmorillon[3].
- Bibliothèque nationale de France, Paris[20].
- Musée Sainte-Croix, Poitiers, Matinée d'avril en forêt de Fontainebleau, huile sur toile.
- Fonds national d'art contemporain, Puteaux, New York, East River, huile sur toile 54x73cm, 1948[21]..
- Musée des Beaux-Arts de Rennes.

Nombreux tableaux dans les collections particulières en France et Afrique du Nord, Allemagne, Luxembourg, Belgique, Suède, Hollande, Égypte, Suisse, Amérique Latine, États-Unis, Danemark, Mexique, Uruguay.